# Bamba Diarra
Bamba Diarra, né dans les années 1950, est un footballeur professionnel sénégalais.
Il est sélectionné pour la première fois dans l'équipe nationale du Sénégal à l'âge de 17 ans, au poste d'avant-centre. Il joue alors à l'ASC Diaraf. Capitaine de cette équipe pendant les années 1970, il remporte de nombreux titres nationaux (championnats et coupes). Par la suite, il joue en France principalement en deuxième division, avec pour club Amiens et Besançon.

## Source
- Marc Barreaud, Dictionnaire des footballeurs étrangers du championnat professionnel français, L'Harmattan, 1997, page 222.